# Trietylenglykol
Trietylenglykol, TEG, eller triglykol är en färglös luktfri viskös vätska med molekylformel HOCH2CH2OCH2CH2OCH2CH2OH.

## Egenskaper
Trietylenglykol ingår i en serie av homologa dihydroxialkoholer. Det är en färglös, luktfri och stabil vätska med hög viskositet och hög kokpunkt. Bortsett från dess användning som råvara vid tillverkning och syntes av andra produkter, är TEG känd för sin hygroskopiska kvalitet och dess förmåga att avfukta vätskor. Denna vätska är blandbar med vatten, och vid ett tryck av 101,325 kPa har den en kokpunkt på 286,5 °C och en smältpunkt av -7 °C. Den är också löslig i etanol, aceton, ättiksyra, glycerol, pyridin, aldehyder och något löslig i dietyleter, men olöslig i olja, fett och de flesta kolväten.

## Framställning
Trietylglykol framställes kommersiellt som en samprodukt vid oxidation av eten vid hög temperatur i närvaro av silveroxidkatalysator, följt av hydratisering av etenoxid till bildning av mono-, di-, tri- och tetraetylenglykoler.

## Användning
Trietylglykol används av olje- och gasindustrin till "torka" naturgas. Den kan också användas för att dehydratisera andra gaser, såsom CO2, H2S, och andra oxiderade gaser.
Trietylenglykol är väl etablerad som ett relativt milt desinfektionsmedel mot en mängd olika bakterier, influensa A-virus och sporer av Penicillium notatum-svampar. Genom dess exceptionellt låga toxicitet och låga lukt i kombination med dess antimikrobiella egenskaper är den perfekt för luftdesinfektionsändamål i bemannade utrymmen. En stor del av det vetenskapliga arbetet med trietylenglykol gjordes på 1940-talet och 1950-talet, och det arbetet har påvisat antimikrobiell aktivitet mot luftburna, suspenderade och ytbundna mikrober. Förmågan av trietylenglykol för att inaktivera Streptococcus pneumoniae, Streptococcus pyogenes och Influensa A-virus i luften rapporterades första gången 1943.